# (52975) Cyllarus
(52975) Cyllarus ist ein Asteroid aus der Gruppe der Zentauren.
Er wurde am 12. Oktober 1998 von Nichole M. Danzl im Rahmen des Spacewatch-Projekts am Kitt-Peak-Nationalobservatorium (IAU-Code 695) in der Sonora-Wüste in Arizona entdeckt.
Benannt ist er nach dem Kentauren Kyllaros, der beim Kampf auf der Hochzeitsfeier des Lapithen-Königs Peirithoos durch einen Speer getötet wurde.